# Korruption in Russland
Die Korruption in Russland wird als ein erhebliches Problem angesehen, das alle Aspekte der Verwaltung, der Strafverfolgung, des Gesundheitswesens und der Bildung betrifft. Das Phänomen der Korruption ist im historischen Modell der öffentlichen Verwaltung in Russland fest verankert und wird auf die allgemeine Schwäche der Rechtsstaatlichkeit in Russland zurückgeführt.

## Entwicklung des Korruptionsindex in Russland
Ein Korruptionswahrnehmungsindex wird jährlich von Transparency International ermittelt.
|            | 2019 | 2018 | 2017 | 2016 | 2015 | 2014 | 2013 | 2012 | 2011 | 2010 | 2009 | 2008 | 2007 | 2006 | 2005 | 2004 | 2003 |
| ---------- | ---- | ---- | ---- | ---- | ---- | ---- | ---- | ---- | ---- | ---- | ---- | ---- | ---- | ---- | ---- | ---- | ---- |
| Russland   |      | 72   | 71   | 71   | 71   | 73   | 72   | 72   | 76   | 79   | 78   | 79   | 77   | 75   | 76   | 72   | 73   |
| Ø Europa   |      | 40,3 | 40,2 | 40,8 | 40,5 | 41,6 | 42,2 | 42,4 | 44,1 | 44,0 | 42,8 | 42,3 | 41,6 | 41,4 | 41,2 | 41,6 | 42,0 |
| Ø weltweit |      | 56,9 | 56,9 | 57,1 | 57,5 | 56,8 | 57,4 | 56,8 | 59,7 | 59,9 | 59,7 | 59,8 | 60,1 | 59,1 | 59,1 | 58,3 | 57,6 |

Demnach lag Russland von 1996 bis 2018 im Durchschnitt bei 111,35 – bzw. auf Platz 111 der Rangliste der am wenigsten korrupten Länder von 175 Ländern weltweit. Russlands höchster Korruptionsrang war 154 im Jahr 2010 und der geringste war 47 im Jahr 1996. Im Jahr 2017 belegte Russland den 135. Platz.

## Verbreitung der Korruption in Russland
Laut Richard Palmer, CIA-Stationschef in der US-Botschaft in Moskau, fiel der Zerfall der Sowjetunion und der Aufstieg Russlands mit der illegalen Verteilung von Milliardenbeträgen aus der sowjetischen Staatskasse in Privatbesitz auf Konten in ganz Europa und den USA zusammen. Dies wurde von Eliten aus jeder Ecke des sowjetischen Systems praktiziert, die das vom KGB während des Kalten Krieges entwickelte Wissen über das westliche Bankwesen ausgenutzt hätten. Palmer verglich die Verbreitung der Korruption in Russland mit einer theoretisch angenommenen Situation, bei der in den Vereinigten Staaten die Mehrheit der Kongressmitglieder, der Justiz- und Finanzministerien und Agenten des FBI, der CIA, der DIA, des IRS, des Marshal Service, der Border Patrol, der Federal Reserve Bank und die Richter des Obersten Gerichtshofs „massive Korruption“ ausüben würden.
Im Jahr 2004, zu Beginn der zweiten Amtszeit von Wladimir Putin als Präsident, fiel Russland vom 90. auf den 126. Platz im Korruptionswahrnehmungsindex – ein Rückgang um 36 Plätze in nur einem Jahr. Ein weiteres Maß für Korruption – eine Schätzung der durchschnittlichen Höhe von Bestechungsgeldern – hat sich von 2008 bis 2011 ebenfalls verschlechtert. Laut der Abteilung für die Bekämpfung von Wirtschaftsverbrechen des russischen Innenministeriums belief sich die durchschnittliche Bestechungssumme 2008 auf 9.000 Rubel; 23.000 Rubel im Jahr 2009; 61.000 Rubel im Jahr 2010; und 236.000 Rubel im Jahr 2011 – womit das durchschnittliche Bestechungsgeld im Jahr 2011 um das 26-fache höher lag als das durchschnittliche Bestechungsgeld im Jahr 2008, zudem ein Vielfaches der Inflationsrate im selben Zeitraum.
Laut Sergei Iwanow, dem Stabschef des Kremls, sind die korruptesten Bereiche in Russland (in Bezug auf Haushaltskorruption) Gesundheitswesen und Bildung, Wohnungswesen und kommunale Dienstleistungen. Im Vergleich dazu nennen unabhängige Experten des RBC-Magazins die Strafverfolgungsbehörden (einschließlich der Verkehrspolizei ГАИ) als die korrupteste Sphäre in Russland, gefolgt von Gesundheits-, Bildungs-, Wohn- und Kommunaldienstleistungen sowie des Sozialversicherungsdienstens. Auf Regierungsebene sind die fünf wichtigsten Bereiche der Korruption dagegen: Regierungsverträge und das gesamte Beschaffungswesen der Staatsspitze, Ausstellung von Genehmigungen und Zertifikaten, die Strafverfolgungsbehörde, Landverteilung und urbane Organisation und das Bauwesen.
Die Schätzungen zu den Korruptionsschäden in Russland sind unterschiedlich. Laut offiziellen Regierungsstatistiken von Rosstat machte die „Schattenwirtschaft“ 2011 nur 15 % des russischen BIP aus, und dies beinhaltete nicht gemeldete Gehälter (um Steuern und Sozialabgaben zu vermeiden) und andere Arten der Steuerhinterziehung. Nach Schätzungen von Rosstat belief sich die Korruption im Jahr 2011 nur auf 3,5 % bis 7 % des BIP. Im Vergleich dazu behaupten einige unabhängige Experten, dass die Korruption 25 % des russischen BIP ausmacht. Laut Bericht der Weltbank beziffert sich diese Zahl auf 48 %. Es gibt auch eine interessante Verschiebung bei den Anlässen für Bestechungen: Während zuvor Beamte Schmiergelder erhielten, um Rechtsverstöße zu übersehen oder Vorschriften im Sinne des Bestechers auszulegen, nehmen sie diese jetzt einfach in Anspruch, um ihre Pflichten zu erfüllen. Viele Experten geben an, dass Korruption in Russland in den letzten Jahren zu einem blühenden Geschäft geworden ist. In den 1990er Jahren mussten Geschäftsleute verschiedene kriminelle Gruppen bezahlen, damit sie ein ‚Крыша‘ (deutsch ‚Dach‘, also Schutz) bereitstellen. Dieses „Schutzgeld“ wird heute von Beamten kassiert. Korrupte Hierarchien kennzeichnen verschiedene Wirtschaftszweige.
Letztendlich zahlt die gesamte russische Bevölkerung für diese Korruption. Einige Experten sind beispielsweise der Ansicht, dass die raschen Preiserhöhungen für Wohnraum, Brauchwasser, Heizung und Strom, die die Inflationsrate deutlich übertreffen, eine direkte Folge des hohen Korruptionsvolumens auf höchster Ebene sind. In den letzten Jahren hat sich die Reaktion auf Korruption geändert: Seit Putins zweiter Amtszeit ist die allgemeine Empörung nur noch auf sehr wenige Korruptionsfälle beschränkt. Gewöhnung, Gleichgültigkeit und Furcht vor Nachteilen bei Aufdeckung der Machenschaften, verhindern heftige Reaktionen in der Öffentlichkeit. Putins System ist bemerkenswert für seine allgegenwärtige und offene Verschmelzung des öffentlichen Dienstes und der Wirtschaft sowie für seinen Einsatz von Verwandten, Freunden und Bekannten, um von Haushaltsausgaben zu profitieren und Staatseigentum zu übernehmen. Unternehmens-, Eigentums- und Landraub sind an der Tagesordnung. Zu denjenigen, die regelmäßig über Korruption in Russland berichtet hatten, gehörten und gehören die Reporter Nowaja gaseta, jedoch wurden mehrere der Reporter in den 2000er Jahren ermordet. Ein bekannter russischer Investigativjournalist, der sich auf die Recherche von Korruption spezialisiert hat, ist Roman Anin. Allerdings wird die Arbeit von ihm und weiteren Investigativjournalisten in Russland (unter anderem auch durch die russische Staatsmacht) behindert.

## Bemühungen zur Korruptionsbekämpfung
Eine Antikorruptionskampagne im modernen Russland begann am 4. April 1992, als Präsident Boris Jelzin ein Dekret mit dem Titel „Die Bekämpfung der Korruption im öffentlichen Dienst“ erließ. Dieses Dokument untersagte es den Beamten, geschäftliche Tätigkeiten auszuüben. Darüber hinaus mussten die Staatsbediensteten Angaben zu Einkommen, persönlichem Eigentum und Immobilienbesitz, Bankguthaben und Wertpapieren sowie finanziellen Verbindlichkeiten machen. Die Umsetzung des Dekrets, das die Grundlage der Gesetze zur Korruptionsbekämpfung und zum öffentlichen Dienst bildete, oblag der Direktion für Präsidentenkontrolle. Russland verabschiedete 2008 das erste Paket von Antikorruptionsgesetzen als Reaktion auf die Ratifizierung des Übereinkommens der Vereinten Nationen gegen Korruption und des „Strafrechtsübereinkommens des Europarates gegen Korruption“.
Das Dekret „Über Maßnahmen zur Korruptionsbekämpfung“ wurde im Mai desselben Jahres vom damaligen Präsidenten und späteren Ministerpräsidenten Medwedew unterzeichnet. Seitdem wurden zahlreiche Änderungen an der russischen Antikorruptionsgesetzgebung vorgenommen, um Bestechung zu bekämpfen und das Geschäftsklima zu verbessern. Die russische Antikorruptionskampagne ist ein kontinuierliches Bestreben der russischen Regierung, die Korruption einzudämmen, die als eines der schwerwiegendsten Probleme Russlands anerkannt wurde. Zu den zentralen Dokumenten der Kampagne zählen der 2009 von Medwedew eingeführte Nationale Korruptionsbekämpfungsplan und die 2010 eingeführte Nationale Korruptionsbekämpfungsstrategie. Zentrales Organ der Kampagne ist der 2008 eingerichtete Korruptionsbekämpfungsrat die Korruptionsbekämpfung zu einer der wichtigsten Aufgaben seiner Präsidentschaft gemacht. Auf der ersten Tagung des Rates am 30. September 2008 sagte Medwedew: „Ich werde eine einfache, aber sehr schmerzhafte Sache wiederholen. Die Korruption in unserem Land ist weit verbreitet. Sie ist alltäglich geworden und prägt das Leben der russischen Gesellschaft.“
Im Jahr 2012 verabschiedete die Regierung ein neues Gesetz, nach dem Beamte und Angestellte staatlicher Organisationen ihre Finanzierungsquellen sowie den Erwerb von Immobilien, Wertpapieren, Aktien und Fahrzeugen durch sie selbst und ihre Familien offenlegen müssen. Die Gesetzgebung hat auch zum ersten Mal Interessenkonflikte in Bezug auf Beamte definiert und die Antikorruptionsgesetzgebung auf das Militär ausgeweitet. Die letzte Änderung des Bundesgesetzes № 273 zur Korruptionsbekämpfung erfolgte im Dezember 2012 und wurde am 1. Januar 2013 verabschiedet. Durch die Aufwertung des Antikorruptionsgesetzes durch Artikel 13.3 hat Russland einen bedeutenden Schritt zur Stärkung des Rahmens seines Antikorruptionsgesetzes getan und es an die auf internationaler Ebene anerkannten bewährten Praktiken wie das britische Bestechungsgesetz und das US-Gesetz über korrupte Praktiken angeglichen. Gemäß Artikel 13 Absatz 3 des Antikorruptionsgesetzes müssen Organisationen Antikorruptionsmaßnahmen entwickeln und umsetzen, z. B.
- (I) eine bestimmte Abteilung oder einen Beamten ernennen, der für die Verhütung von Korruption und damit zusammenhängenden Straftaten verantwortlich ist;
- (II) Zusammenarbeit mit den Strafverfolgungsbehörden
- (III) Entwicklung und Implementierung von Standards und Verfahren für ethische Geschäftspraktiken
- (IV) Aufstellung eines ethischen Verhaltenskodex für das Personal
- (V) Vermeidung und Lösung von Interessenkonflikten
- (VI) Verhinderung der Einreichung falscher oder vertraulicher Berichte und der Verwendung gefälschter Dokumente.

Russland trat 2012 auch der OECD-Konvention gegen Bestechung bei und hat 2013 die G20-Präsidentschaft inne, in der die Bekämpfung der Korruption eines der drei Hauptthemen auf der Tagesordnung steht. Unternehmen sollten daher aktiv dafür sorgen, dass sie die neue Änderung des Antikorruptionsgesetzes einhalten.

### Die Anti-Geldwäsche-Initiative
Korruption steht in einem offensichtlichen Zusammenhang mit Geldwäsche, da das ergaunerte Vermögen eines korrupten Beamten nutzlos ist, wenn es nicht in einer Weise platziert, angelegt und so in das globale Finanznetzwerk integriert wird, die keinen Verdacht aufkommen lässt. Der Erlös aus Korruption kann in Rechtssystemen gewaschen werden, in denen keine strengen Maßnahmen zur Geldwäschebekämpfung ergriffen werden, und in Ländern, in denen sehr strenge Gesetze oder Vorschriften für das Bankgeheimnis gelten. Das ist der Grund, warum die von Präsident Putin in den Jahren 2012 und 2013 (nach dem Zypernkonflikt) befürwortete Politik der Entrechtung häufig als neue Maßnahme zur Korruptionsbekämpfung angesehen wird. Die jüngsten Initiativen der Regierung zur schrittweisen Stärkung der Kontrolle über die Finanzgeschäfte von Organisationen und Bürgern waren Gegenstand des russischen Finanzüberwachungsdienstes „Росфинмониторинг (Rosfinmonitoring)“. Es wurde ein Gesetz ausgearbeitet, das Änderungen an einer Reihe von Rechtsakten vorsieht und darauf abzielt, die Transparenz von Devisentransaktionen zu erhöhen und die Maßnahmen zur Bekämpfung der Geldwäsche in Russland zu verstärken. Dieses Gesetz mit entsprechenden Änderungen wurde am 30. Juni 2013 verabschiedet. Das Gesetz führt Änderungen an einer Reihe von Rechtsakten ein und gewährleistet eine umfassendere Kontrolle über Unternehmen und Bürger in Bezug auf Finanzgeschäfte.
Die wichtigsten Änderungen für Unternehmen sind diejenigen, die die Regulierung der Banktätigkeit ändern. Die Änderungen wirken sich erheblich auf Kreditinstitute aus, die höchstwahrscheinlich ihre internen Richtlinien und Verfahren zur Bekämpfung der Geldwäsche und zur Identifizierung von Kunden ändern müssten. Zu einem gestatten sie den Bankiers, vom Kunden die Offenlegung des Transaktionszwecks zu verlangen. Auf der anderen Seite können sich hieraus erhebliche Risiken für die Optimierung des Geschäfts ergeben, einschließlich möglicher Verzögerungen bei der Abwicklung von Zahlungen.

### Nationaler Plan zur Korruptionsbekämpfung
Der russische Präsident Wladimir Putin genehmigte einen neuen nationalen Plan zur Korruptionsbekämpfung für den Zeitraum von 2014 bis 2015. Der Präsident ordnete die Exekutive und Legislative an, bis zum 1. Juli 2014 entsprechende Änderungen an ihren Plänen zur Korruptionsbekämpfung vorzunehmen und die Kontrolle über deren Umsetzung sicherzustellen. Ein entsprechender Auftrag wurde in den Nationalen Plan zur Korruptionsbekämpfung für 2014/2015 aufgenommen. Der russische Präsident, Wladimir Putin, hat im Juni 2018 mit seinem Erlass den „Nationalen Plan für Korruptionsbekämpfung für die Jahre 2018–2020“ in Kraft gesetzt.

### Anti-Korruptions-Stiftung
Die Stiftung für Korruptionsbekämpfung (FBK) ist eine gemeinnützige Organisation mit Sitz in Moskau, die 2011 von dem oppositionellen Aktivisten und nationalistisch-demokratischen Politiker Alexei Nawalny gegründet wurde. Sein Hauptziel ist es, Korruptionsfälle bei hochrangigen russischen Regierungsbeamten zu untersuchen und aufzudecken, was er und seine Mitarbeiter in den letzten Jahren auch erfolgreich getan haben. In Folge seiner Aktivitäten wurde Nawalny allerdings mehrfach verhaftet und verurteilt.
Bei folgenden russischen Politikern, Unternehmern und Journalisten hat der FBK bereits gegen Korruption ermittelt und Anzeigen erstattet:
- Oleg Wladimirowitsch Deripaska (* 1968), russischer Oligarch und Aluminiummagnat
- Andrei Leonidowitsch Kostin (* 1956), russischer Bankier
- Dmitri Anatoljewitsch Medwedew (* 1965), früherer Präsident und Ministerpräsident Russlands; siehe dazu: Für euch ist er kein Dimon
- Sergei Anatoljewitsch Michailow (* 1958), Anführer der Solnzewo-Bruderschaft, einer russischen Mafiaorganisation
- Michail Wladimirowitsch Mischustin (* 1966), Ministerpräsident der Russischen Föderation
- Dmitri Sergejewitsch Peskow (* 1967), Pressesprecher von Wladimir Putin
- Sergei Eduardowitsch Prichodko (1957–2021), stellvertretender Ministerpräsident der Russischen Föderation
- Jewgeni Wiktorowitsch Prigoschin (1961–2023), russischer Unternehmer
- Leonid Eduardowitsch Sluzki (* 1968), Abgeordneter der Staatsduma
- Wladimir Rudolfowitsch Solowjow (* 1963), russischer Journalist und Fernsehmoderator
- Juri Jakowlewitsch Tschaika (* 1951), früherer russischer Generalstaatsanwalt
- Alischer Burchanowitsch Usmanow (* 1953), russischer Oligarch, Eigentümer zahlreicher Unternehmen, unter anderem im Bereich der Stahlindustrie

## Ermittlungen
Der Bericht von „Transparency International Russia“ aus dem Jahr 2012 zeigt eine Vielzahl von Aktivitäten auf, die den Bürgern die Möglichkeit geben, die Korruption zu überwachen. In einer groß angelegten Kampagne in 20 Städten überprüfte sie gemeinsam mit der Jugendbewegung für Menschenrechte die Erkennungsmarken der Polizeibeamten. Es war eine proaktive Übung, um die geringfügige Korruption zu stoppen. Wenn ein Beamter identifiziert werden kann, ist es weniger wahrscheinlich, dass er Bestechung erwartet. „Transparency International Russia“ überwacht mit Hilfe von Studenten auch die Gewinn- und Verlustrechnungen russischer Amtsträger, veröffentlicht die Ergebnisse und überwacht die Verwendung von öffentlichen Mitteln in Höhe von 600 Mio. Rubel (19 Mio. US$) für sozial orientierte NRO und hat mehrere Fälle von Interessenkonflikten festgestellt. Sie lieferte Analysen und Empfehlungen, um diesen Prozess transparenter und rechenschaftspflichtiger zu gestalten. Die NGO arbeitet mit Einzelpersonen und Gruppen zusammen, mit kommerziellen und gemeinnützigen Unternehmen und Organisationen sowie mit Einrichtungen, die sich für die Bekämpfung der Korruption einsetzen. Es führt professionelle Analysen und Arbeiten zu Korruptionsfragen durch, um die Gründe für die Ausbreitung der Korruption sowie ihre politischen und sozialen Auswirkungen zu erläutern und mögliche Szenarien für die Zukunft zu analysieren.
Am 9. Dezember 2014 berichtete die Agentur Novosti, dass der Leiter des Nationalen Antikorruptionsausschusses, Kirill Kabanov, in der Sendung zugab, dass ein Drittel der russischen Beamten korrupt seien. Seit 2015 werden russische Beamte in regelmäßigen Abständen beschuldigt, Ausgaben für Luxusautos, -villen oder -kleidung getätigt zu haben, die deutlich höher sind als ihr angegebenes Einkommen.
Eine Studie von 2018 über die staatliche Korruption in Russland in den 1750er und 1830er Jahren ergab, dass "das Volumen der durch routinemäßige Korruption aus der Bevölkerung entnommenen Vermögen nach unseren Erkenntnissen überraschend gering war. Die Autoren schrieben: „Jede kleine Interaktion mit Staatsbeamten beinhaltete die Zahlung einer ‚Gebühr‘ an die Angestellten und diese Gebühren waren, obwohl juristisch illegal, so verbreitet und allgemein anerkannt, dass sie zusammen mit anderen Betriebskosten in die Geschäftsbücher eingetragen wurden. Auf der anderen Seite waren diese ‚routinemäßigen‘ Zahlungen wirklich recht gering, insbesondere wenn sie auf die gesamte Gemeinde pro Kopf verteilt wurden. Solche Gebühren schienen weitgehend üblich gewesen zu sein, ein Teil der traditionellen Ökonomie des Schenkens, der Respekt zeigt und die Aufrechterhaltung informeller Kontakte (‚gute Beziehungen‘). Doch selbst eine so geringe Pro-Kopf-Entnahme hätte es wichtigen Bezirksbeamten ermöglicht, beträchtliche Beträge anzuhäufen, in einer Größenordnung, die ihre Gehälter mindestens verdreifachte.“ Gemessen an den geringen Gehältern, machten auch solche Bestechungsgelder selten reich.
Die russische Generalstaatsanwaltschaft berichtete, dass von den Personen, die 2017 wegen Korruption verurteilt wurden, die Zahl der Strafverfolgungsbeamten und Parlamentarier (fast 2200 Personen) über 11 % ausmachte.
Verfahren
Diese Liste dieser über Russland hinaus bekannt gewordenen Verfahren ist lückenhaft, da viele Fälle in der Öffentlichkeit ohne ausreichendes Interesse sind oder von russischen Medien verschwiegen wurden. Korruption gilt in Russland fast schon als Kavaliersdelikt. In vielen Fällen stehen Korruptionsvorwürfe im Zusammenhang mit anderen Straftaten, wie Amtsmissbrauch, Vermögensdelikten, illegale Bereicherung, Diebstahl, Bandenkriminalität usw., um durch Schmiergeldzahlungen eine Strafverfolgung abzuwenden. Allein die oberste Führungsriege aus Politik und Wirtschaft wird kaum belangt und allenfalls aus dem Ausland angeklagt. Bemühungen von Aktivisten, Vorfälle an die Öffentlichkeit zu bringen, werden oft drastisch unterbunden.
| Datum             | Beklagter ehemalige Funktion                                                                                     | Klage/Strafe | Anmerkung |
| ----------------- | --- | --- | --- |
| 2019              | Igor Puschkarjow (russisch Игорь Пушкарёв) Oberbürgermeister von Wladiwostok                                     | 15 Jahre Lagerhaft Geldstrafe: 500 Mio. Rubel (6,8 Mio Euro) Entschädigungszahlung: 143 Mio. Rubel (1,9 Mio. Euro) aus Zivilklage                                                | [ 36 ] |
| 2018              | | | |
| Dezember 2017     | Alexei Uljukajew (russisch Алексей Улюкаев) Minister für wirtschaftliche Entwicklung                             | Acht Jahre Lagerhaft Geldstrafe: 130 Mio. Rubel (knapp zwei Mio. Euro). | [ 37 ] |
| 14. November 2016 | Alexei Uljukajew (russisch Алексей Улюкаев) Minister für wirtschaftliche Entwicklung                             | Androhung: bis zu 15 Jahre Haft | Er wurde vom Untersuchungsausschuss festgenommen, weil er angeblich 2 Mio. US-Dollar Bestechungsgeld angenommen hatte. Verurteilt zu 8 Jahren Haft, 2022 vorzeitig frei gekommen                                      |
| 24. Juni 2016     | Nikita Belych (russisch Никита Белых) Gouverneur des Perm-Gebiets                                                | Androhung: bis zu 15 Jahre Haft | Er wurde vom russischen Untersuchungsausschuss in einer Bar festgenommen, weil er angeblich 400.000 Euro Bestechungsgeld erhalten hatte. 8 Jahre Haft bis 2024                                                        |
| 2015              | Andrei Jakowlewitsch Ljalin (russisch Андрей Яковлевич Лялин) Direktor des Zentralen Museums der Seekriegsflotte | Verurteilung am 8. Juli 2015: Neun Jahren Straflager, eine Geldstrafe über 500.000 Rubeln sowie einer Beschlagnahme der Güter, die mit dem unterschlagenen Geld erworben wurden. | [ 40 ] |
| 2015              | Wjatscheslaw (Wetschö) Gaiser (Komi Вечӧ Миш Гайзер Večö Miš Gaizer) Gouverneur der Republik Komi                | Verhaftung 19. September 2015, Diebstahl von Staatseigentum | die Untersuchung wurde am 2. Februar 2017 eingestellt. Gaiser gilt als treuer Putin-Anhänger. |
| 2013              | Alexander Buchtojarow (russisch Александр Бухтояров) Erster stellvertretender Gouverneur des Kurgan-Gebiets      | | [ 43 ] |
| 2013              | Wjatscheslaw Dudka (russisch Вячеслав Дудка) Gouverneur des Tula-Gebiets                                         | 9½ Jahre Strafkolonie | [ 44 ] |
| 2012              | Juri Slepzow (russisch Юрий Слепцов) Bürgermeister von Woskressensk, Oblast Moskau                               | 18,1 Mio. Rubel Strafe | |
| 2011              | Anatoli Baschlakow (russisch Анатолий Башлаков) Chef des Kosmodroms Plessezk                                     | | |
| 2011              | Eduard Katschanowski (russisch Эдуард Качановский) Bürgermeister von Smolensk                                    | Vier Jahre Haft und Geldstrafe | [ 46 ] |
| 2010              | Sergei Tulinow (russisch Сергей Тулинов) Leiter des Rajon Jeisk                                                  | 7½ Jahre | [ 47 ] |
| 2010              | Daimler Chrysler deutscher Fahrzeughersteller                                                                    | Fünf Mio. Euro Bestechungsgelder an russische Beamte gezahlt | Die Ermittlungen wurden eingestellt, da man keinen Dolmetscher zum Übersetzen der Unterlagen gefunden habe. Die Ermittlungen führte das Innenministerium, das selbst auf der Liste der bestochenen Behörden erschien. |
| 2009              | Natalja Klimowa (russisch Наталья Климова) Stellvertretende Direktorin des Bundeskrankenversicherungsfonds       | 9 Jahre Strafkolonie und 1 Mio. Rubel Geldstrafe | starb im Jahr 2015 in Haft |
| 2008              | Nikolai Utkin (russisch Николай Уткин) Bürgermeister von Toljatti                                                | 7 Jahre | auf Bewährung vorzeitig im Jahr 2012 freigelassen |
| 2006              | Wladimir Ganejew (russisch Владимир Ганеев) Generalleutnant des Katastrophenschutzministeriums                   | 20 Jahre | Fall „Werwölfe in Uniform“; 2014 aus gesundheitlichen Gründen freigelassen. |
| 2001              | Walentin Kowaljow (russisch Валентин Ковалёв) Justizminister                                                     | 9 Jahre | |